# マジ (エチオピア)
マジ（Maji、もしくはMachi）はエチオピア南部の都市。南西エチオピア諸民族州のベンチ・シェコ県（旧称ベンチ・マジ県）に属する。エチオピアと南スーダンにまたがるボマ高原の東端、標高2,430mの地点に位置し、マジ郡（ディジ郡）の中心となっている。
トゥム空港から町を訪れることができる。

## 歴史
1898年にメネリク2世治下のエチオピア帝国に併合され、軍隊の駐屯地が置かれたことが町の始まりである。Peter P. Garretsonは当時のマジについて「高い丘には要塞化された知事の司令部（gibbi）が置かれ、教会と市場が建てられた。丘の上の施設は、知事と兵士によって厳重に守られていた。」と記している。併合後、ネフテニャと呼ばれるエチオピア中央部出身者が町に入植した。1920年代のマジはコーヒー、ゴム、革製品、象牙の輸出地であり、西のガンベラとの交易で驚異的な発展を遂げる。象牙が枯渇した後、近隣に居住する土着の現地人が奴隷として周辺の地域に出荷されるようになる。
1930年から、町に税関と電話局が置かれるようになる。スーダンとの国境に近いため町にはイギリスの領事館も置かれたが、やがてイタリアの占領下に入る。1937年3月18日に町はイタリアに占領されたが、1941年5月に解放される。占領期にイタリアによって道路が整備されたため、車によってマジを訪れることが可能になり、カトリックの宣教師によって学校が開設された。イタリアの占領下では奴隷交易が禁止され、町は衰退に向かう。
1948年にAmerican Missionがマジの近郊に設立され、1977年に活動を停止するため医療と教育を提供した。帝政廃止後の社会主義政権下のエチオピアではマジは国内流刑地とされ、エチオピア領でありながら国から半ば放棄された状態が続いていた。

## 人口
Central Statistical Agencyの統計では、2021年7月時点のマジの人口は4,540人で、うち男性が1,945人、女性が2,595人だった。
|      | 1938年  | 1984年 | 1994年 | 2005年 | 2011年 | 2021年 |
| ---- | ------- | ------ | ------ | ------ | ------ | ------ |
| 人口 | 約3,000 | 1,582  | 1,617  | 2,930  | 2,380  | 4,540  |